# Ortolang
Cet article possède un paronyme, voir Ortolan.
 (décembre 2022).
ORTOLANG est un équipement dans le domaine des ressources et outils de traitement de la langue. Il s'inscrit en France dans le cadre des « Investissements d'avenir ». Le nom ORTOLANG est d'abord apparu comme l'acronyme anglais de Open Resources and TOols for LANGuage (« Ressources ouvertes et outils pour la langue »), puis il a été transcrit en un acronyme français de signification un peu différente : « Outils et Ressources pour un Traitement Optimisé de la LANGue ».

## Objectif
Les buts affichés de ce nouvel outil sont :
- mieux recenser, valider[2], cataloguer[2], enrichir[2] archiver (de manière interopérable, selon le modèle OAIS (Open Archival Information System), et mutualiser les moyens et contenus de recherche sur « l’analyse, la modélisation et le traitement automatique de notre langue de se hisser au meilleur niveau international », en s'appuyant sur les moyens français que sont LORIA[3], LPL[4], ATILF[5], LLL[6], Modyco[7];
- améliorer les usages (notamment en accompagnant les utilisateurs[2]), améliorer les transferts de ressources et outils, surtout des laboratoires publics vers les partenaires industriels (PME qui souvent manquent de moyens pour accéder à ces données et outils) ;
- valoriser « le français et les langues de France à travers un partage des connaissances sur notre langue accumulées par les laboratoires publics » ;
- pérenniser et généraliser les résultats des deux Centres de ressources numériques (centres numériques de qualité certifiée ; Trusted Digital Repository) sur la langue : le CNRTL (Centre national de ressources textuelles et lexicales[8]) et le SLDR[9].

## Positionnement dans les infrastructures de recherche
En complément des efforts de la DGLFLF et de la BNF sur les corpus en langues de France, ORTOLANG doit devenir le « nœud français de l’infrastructure CLARIN » (Common Language Resources and Technology Infrastructure) et la principale plateforme technique sur l'écrit et l'oral, en coordonnant le travail de la TGIR Huma-Num